# نادي أوسكيتين موسم 1993-94
موسم 1993-1994 لنادي أوسكيتان لكرة القدم هو الموسم الخامس على التوالي لنادي جيرسوا في نخبة الرجبي الفرنسي. ولعب الفريق الموسم تحت قيادة المدرب جاك برونيل.
يعود جاك فوروكس إلى أوش مع فريقه غرينوبل ماموث الذي خسر معه للتو نهائي البطولة المثير للجدل. أنهى Auch أخيرًا صدارة مجموعته متقدمًا على Stade Toulouse (والذي سيكون أول من يفوز بأربعة ألقاب متتالية).
النادي الفرنسي المتصدر في نهاية مباريات المجموعة، إلا أن أوش فشل في التأهل إلى الـ16 الأوائل ولم يتأهل إلى ربع النهائي الثاني في تاريخه.

## ترتيب المجموعات 4 من 8
أنهى أوش المركز الأول في مجموعة صعبة متقدماً على تولوز (بطل المستقبل) وغرونوبل وداكس (كلاهما وصل إلى نصف النهائي في المستقبل) برصيد 33 نقطة و 9 انتصارات وتعادل واحد و 4 هزائم. بل إن أوش هو النادي الأول في جميع المجموعات في نهاية المرحلة الأولى.